# 1574년

## 연호
- 명(明) 만력(萬曆) 2년
- 일본(日本) 덴쇼(天正) 2년
- 후 레 왕조(後黎朝) 자타이(嘉泰) 2년
- 막 왕조(莫朝) 숭캉(崇康) 7년

## 기년
- 류큐(琉球) 쇼에이왕(尚永王) 2년
- 명(明) 신종 만력제(神宗 萬曆帝) 2년
- 조선(朝鮮) 선조(宣祖) 7년
- 후 레 왕조(後黎朝) 세종(世宗) 2년
- 막 왕조(莫朝) 막머우헙(莫茂洽) 10년

## 탄생
- 5월 6일 - 교황 인노첸시오 10세. (~1655년)
- 7월 4일 - 조선의 학자 김집. (~1656년)
- 12월 12일 - 잉글랜드의 왕 덴마크의 앤. (~1619년)

## 사망
- 6월 27일 - 이탈리아의 조각가, 건축가 조르조 바사리. (1511년~)